# Sporting Club Steinfort
Lo Sporting Club Steinfort, meglio noto come Steinfort, è una società calcistica lussemburghese con sede nella città di Steinfort. Ha all'attivo una partecipazione in Division Nationale, massima serie del campionato lussemburghese di calcio, avvenuta nella stagione 2008-2009. Nella stagione 2018-2019 milita in Luxembourg 1. Division, terzo livello nazionale.

## Storia
Il club venne fondato nel 1923 come F.C. Sporting Steinfort, dopo che si era sciolta la Jeunesse de la frontière Steinfort, precedente squadra cittadina attiva dal 1915 al 1923. Dopo la partecipazione al campionato di Promotion, seconda serie nazionale, nella stagione 1929-1930, terminata con zero punti e conseguente retrocessione, il club tornò in seconda serie nel 1985. In quattro stagioni ne disputò tre in seconda serie, per poi retrocedere e alternarsi tra terzo e quarto livello nei vent'anni successivi. Nel 2006 ritornò in Éirepromotioun. Nel 2007 stipulò un accordo di collaborazione coi portoghesi dello Sporting Clube de Portugal, cambiando denominazione in Sporting Club Steinfort e cambiando il proprio stemma e i colori sociali a quelli della compagine portoghese. Alla prima stagione con la nuova denominazione il club arrivò terzo in campionato, vinse lo spareggio promozione/retrocessione contro il Wiltz 71 e conquistò per la prima volta nella sua storia la promozione in Division Nationale, la massima serie nazionale. La prima stagione in Division Nationale del S.C. Steinfort si concluse con un tredicesimo posto e conseguente retrocessione in Éirepromotioun. Due anni dopo retrocesse in terza divisione.

## Palmarès

### Altri piazzamenti
- Luxembourg 1. Division: 1

2005-2006

## Organico

### Rosa 2008-2009
| N. |                        | Ruolo | Calciatore           |
| -- | ---------------------- | ----- | -------------------- |
|    | Portogallo (bandiera)  | P     | Felipe Couto Machado |
|    | Francia (bandiera)     | P     | Mathieu Picard       |
|    | Portogallo (bandiera)  | P     | Lucien Pina Cruz     |
|    | Portogallo (bandiera)  | D     | Samuel Amorim        |
|    | Lussemburgo (bandiera) | D     | Regis Chety          |
|    | Polonia (bandiera)     | D     | Jacub Cwojdzinski    |
|    | Francia (bandiera)     | D     | Amadou Dabo          |
|    | Francia (bandiera)     | D     | Chris Eeckhaut       |
|    | Lussemburgo (bandiera) | D     | Frank Houssou        |
|    | Turchia (bandiera)     | D     | Engin Inci           |
|    | Lussemburgo (bandiera) | D     | Michel Schmit        |
|    | Lussemburgo (bandiera) | C     | Jonazionehan Causier |

| N. |                        | Ruolo | Calciatore               |
| -- | ---------------------- | ----- | ------------------------ |
|    | Francia (bandiera)     | C     | David Cognoli            |
|    | Lussemburgo (bandiera) | C     | Emilio Colantonio        |
|    | Lussemburgo (bandiera) | C     | Andy Schumann            |
|    | Serbia (bandiera)      | C     | Predrag Skenderija       |
|    | Francia (bandiera)     | A     | Bulent Ayyildiz          |
|    | Lussemburgo (bandiera) | A     | Amer Dautbasic           |
|    | Francia (bandiera)     | A     | Johann Eeckhaut          |
|    | Portogallo (bandiera)  | A     | Paulo Jorge Macau Manita |
|    | Belgio (bandiera)      | A     | Landry Mandefu           |
|    | Portogallo (bandiera)  | A     | Joe Monteiro             |
|    | Lussemburgo (bandiera) | A     | Rafael Perazzoli         |
|    | Portogallo (bandiera)  | A     | Carlos Vieira de Castro  |